# Liste des navires du Military Sealift Command
Voici la liste des navires du Military Sealift Command en 2005.

## Naval Fleet Auxiliary Force
- Classe Kilauea (retiré du service entre 2005 et 2013)
  - USNS Kilauea (T-AE-26)
  - USNS Santa Barbara (T-AE-28)
  - USNS Flint (T-AE-32)
  - USNS Shasta (T-AE-33)
  - USNS Mount Baker (T-AE-34)
  - USNS Kiska (T-AE-35)
- Classe Mars (dernier retiré du service en 2010)
  - USNS Niagara (T-AFS-3)
  - USNS Concord (T-AFS-5)
  - USNS San Jose (T-AFS-7)
- Classe Ness/Classe Sirius (retiré du service entre 2005 et 2009)

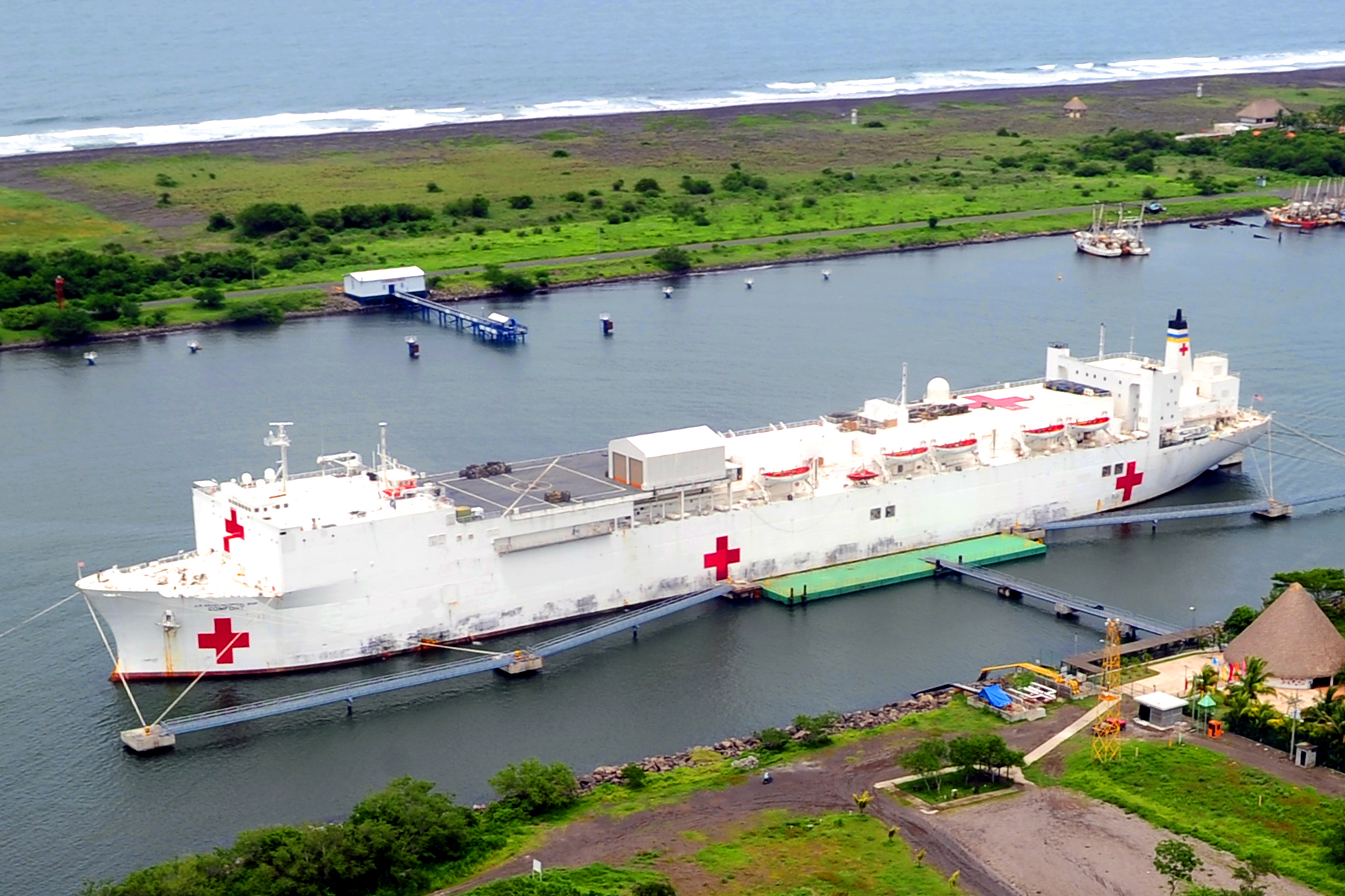
Le navire hôpital Mercy en 2011.

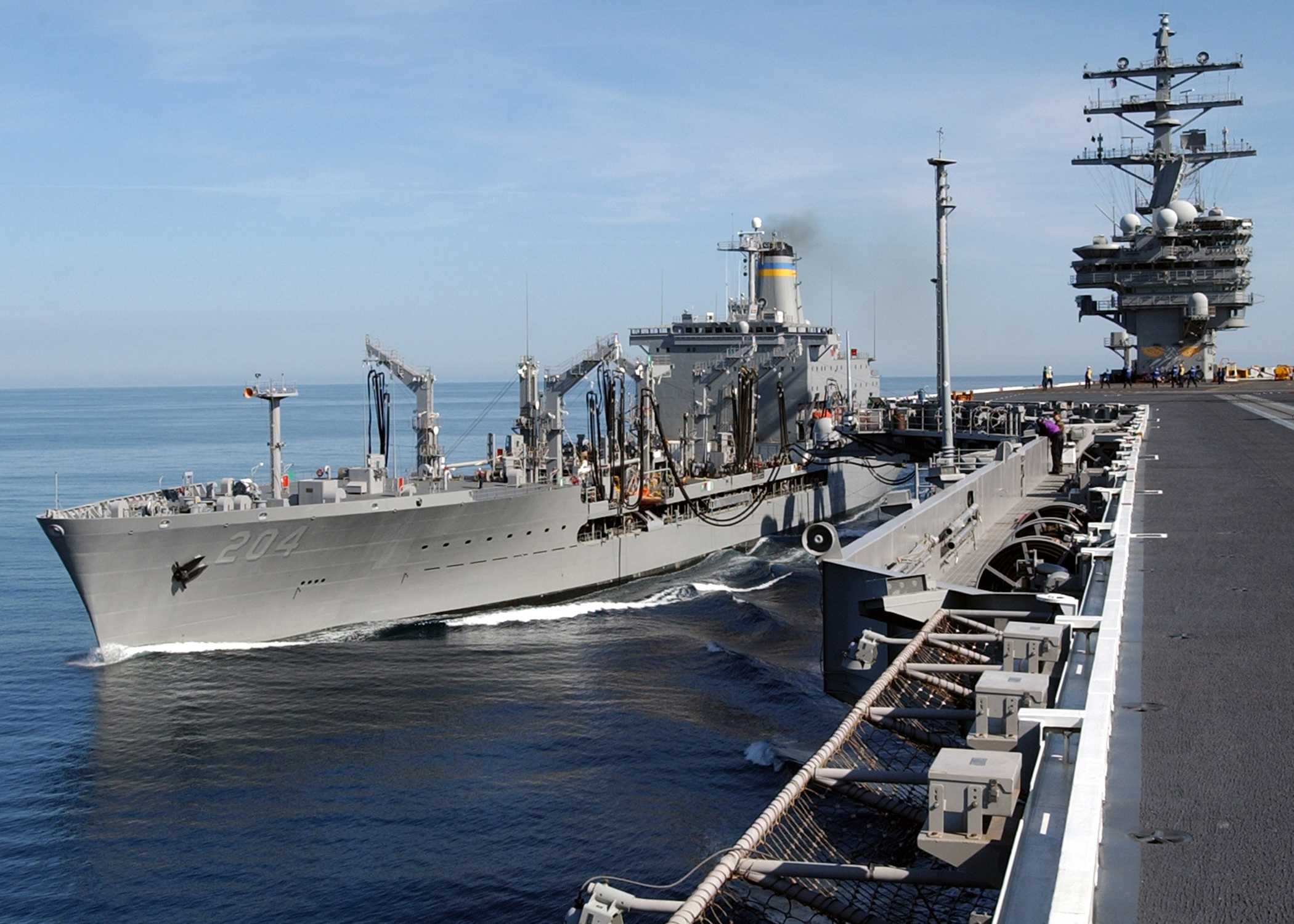
Le pétrolier Rappahannock ravitaillant le porte-avions USS Ronald Reagan (CVN-76) en 2004.

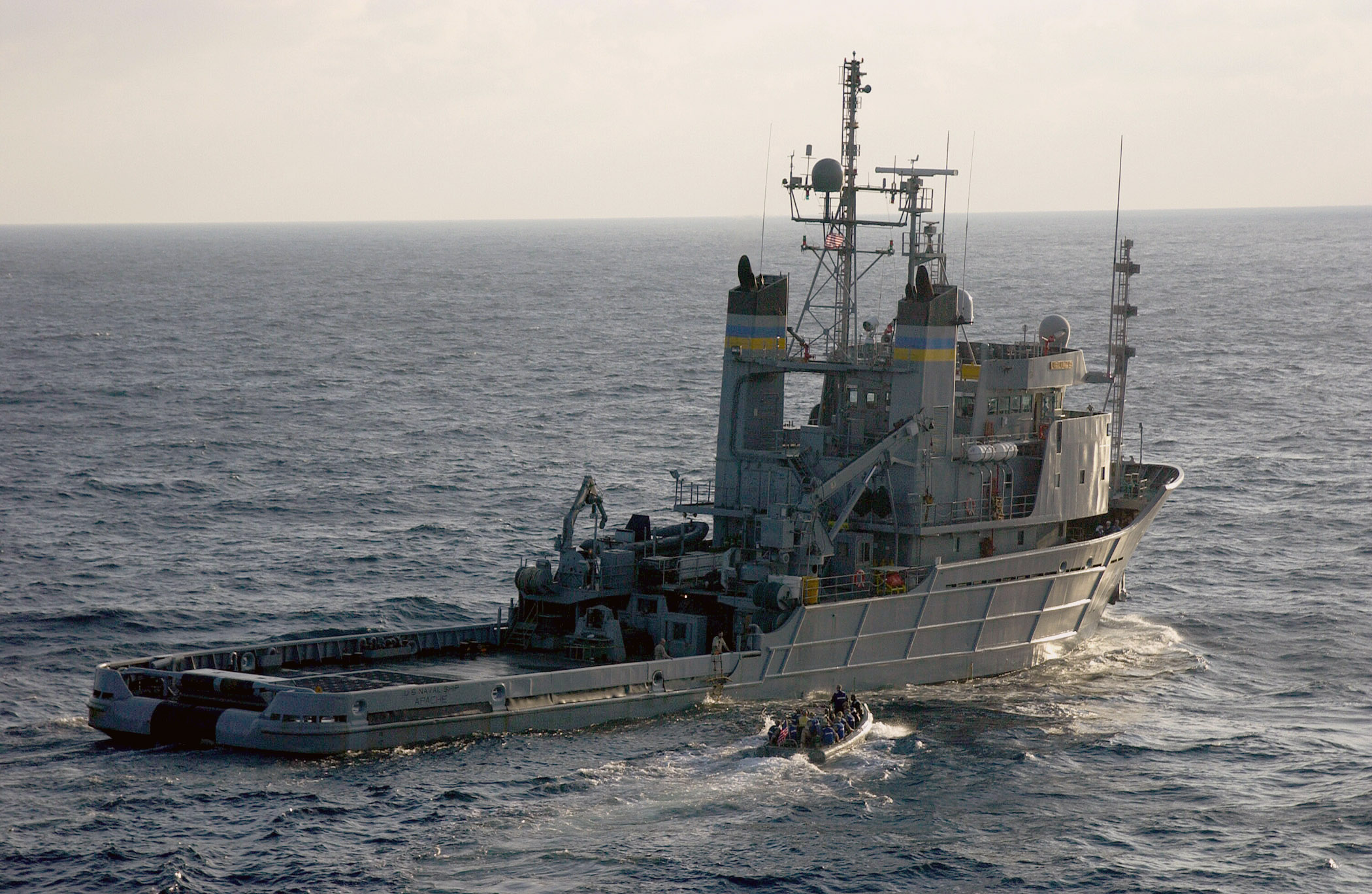
Le remorqueur Apache en 2003.

  - USNS Sirius (T-AFS-8)
  - USNS Spica (T-AFS-9)
  - USNS Saturn (T-AFS-10)
- Classe Mercy

- - USNS Mercy (T-AH-19)
  - USNS Comfort (T-AH-20)
- Classe Henry J. Kaiser

- - USNS John Lenthall (T-AO-189)
  - USNS Walter S. Diehl (T-AO-193)
  - USNS John Ericsson (T-AO-194)
  - USNS Leroy Grumman (T-AO-195)
  - USNS Kanawha (T-AO-196)
  - USNS Pecos (T-AO-197)
  - USNS Big Horn (T-AO-198)
  - USNS Tippecanoe (T-AO-199)
  - USNS Guadalupe (T-AO-200)
  - USNS Patuxent (T-AO-201)
  - USNS Yukon (T-AO-202)
  - USNS Laramie (T-AO-203)
  - USNS Rappahancock (T-AO-204)
- Classe Supply
  - USNS Supply (T-AOE-6)
  - USNS Ranier (T-AOE-7)
  - USNS Arctic (T-AOE-8)
  - USNS Bridge (T-AOE-10)
- Classe Powhatan

- - USNS Catawba (T-ATF-168)
  - USNS Navajo (T-ATF-169)
  - USNS Mohawk (T-ATF-170)
  - USNS Sioux (T-ATF-171)
  - USNS Apache (T-ATF-172)

## Navires de missions spéciales

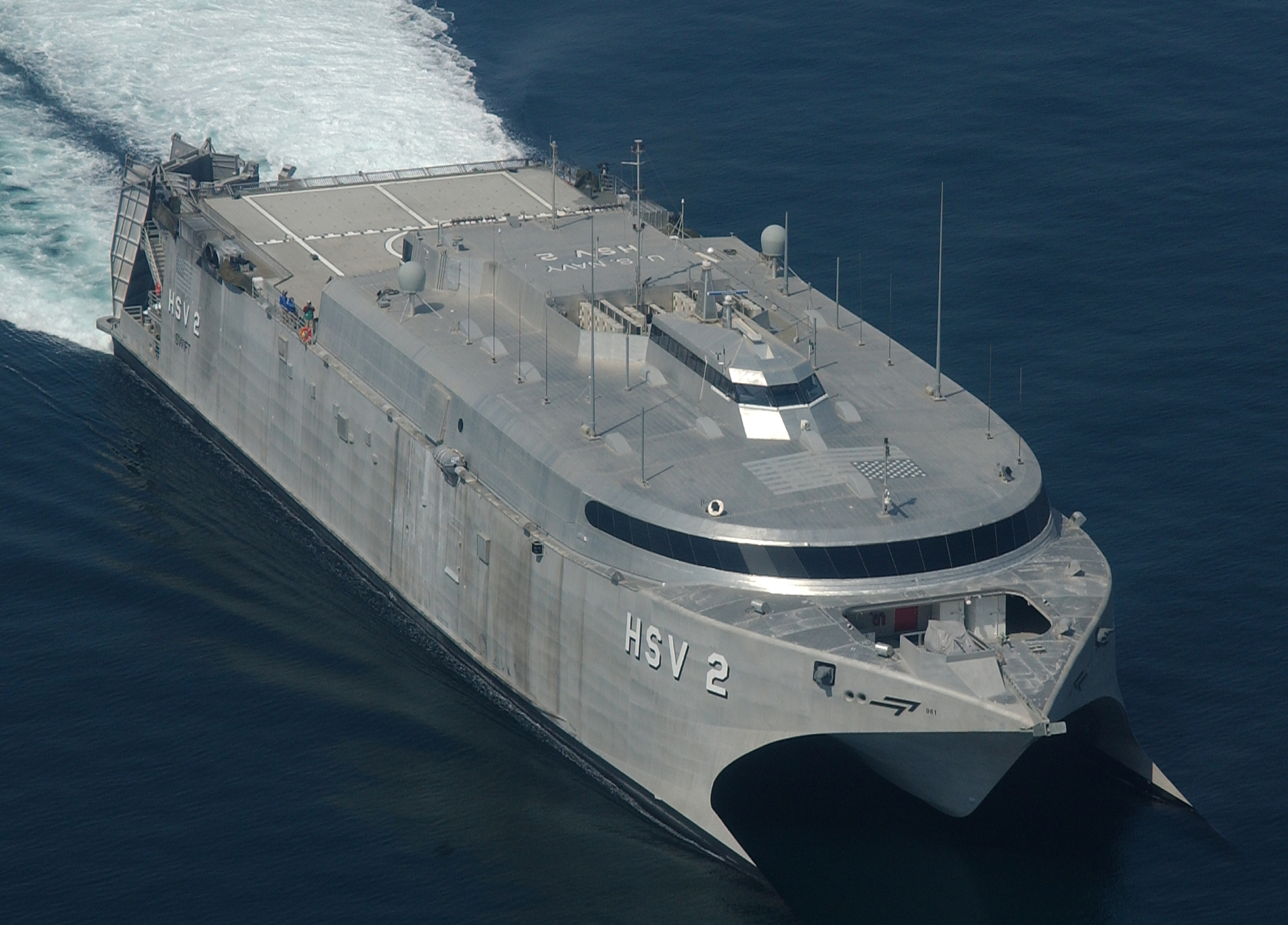
Le HSV-2 Swift (HSV-2) en 2003.

- MV Carolyn Chouest
- MV Cory Choquest
- MV Dolores Choquest
- SSV C-Commando

- MV Swift (HSV-2) (2003-2013)
- USNS Hayes (T-AG-95)
- USS Coronado (AGF-11)
- USNS Observation Island (T-AGM-23)
- USNS Invincible (T-AGM-24)
- USNS Capable (T-AGOS-16)
- USNS Victorious (T-AGOS-19)
- USNS Effective (T-AGOS-21)
- USNS Loyal (T-AGOS-22)
- USNS Impeccable (T-AGOS-23)
- USNS Waters (T-AGS-45)
- USNS John McDonnell (T-AGS-51)
- USNS Pathfinder (T-AGS 60)
- USNS Sumner (T-AGS-61)
- USNS Bowditch (T-AGS-62)
- USNS Henson (T-AGS-63)
- USNS Bruce E. Heezen (T-AGS-64)
- USNS Mary Sears (T-AGS-65)
- USNS Zeus (T-ARC-7)

## Navires prépositionnés
- MV TSgt John A. Chapman (T-AK-323) (anciennement MV Merlin MV Merlin (AK-323) jusqu'en 2005)
- MV Westpac Express (HSV-4676)
- MV Cpl Louis J. Hauge Jr. (T-AK-3000)
- MV PFC William B. Baugh (T-AK-3001)
- MV PFC James Anderson Junior (T-AK-3002)
- MV 1st Lt Alex Bonnyman (T-AK-3003)
- MV PVT Franklin J. Phillips (T-AK-3004)
- SS Sgt Matej Kocak (T-AK-3005)
- SS PFC Eugene A. Obregon (T-AK-3006)
- SS Maj Stephen W. Pless (T-AK-3007)
- MV 2nd Lt John P. Bobo (T-AK-3008)
- MV PFC Dewayne T. Williams (T-AK-3009)
- MV 1st Lt Baldomero Lopez (T-AK-3010)
- MV 1st Lt Jack Lummus (T-AK-3011)
- MV Sgt William R. Button (T-AK 3012)
- USNS 1st Lt Harry L. Martin (T-AK-3015)
- USNS LCpl Roy M. Wheat (T-AK-3016)
- USNS GySgt Fred W. Stockham (T-AK-3017)
- MV Capt Stephen L. Bennett (T-AK-4296)
- MV Maj Bernard F. Fisher (T-AK-4396)
- MV Lt John U. D. Page (T-AK-4496)
- MV SSgt Edward A. Carter Jr. (T-AK-4544)
- MV A1C William H. Pitsenbarger (T-AK-4638)
- SS Cape Jacob (T-AK-5029)
- Classe Watson
  - USNS Watson (T-AKR-310)
  - USNS Sisler (T-AKR-311)
  - USNS Dahl (T-AKR-312)
  - USNS Red Cloud (T-AKR-313)
  - USNS Charlton (T-AKR-314)
  - USNS Watkins (T-AKR-315)
  - USNS Pomeroy (T-AKR-316)
  - USNS Soderman (T-AKR-317)
- SS Chesapeake (T-AOT-5084)
- SS Petersburg (T-AOT-9101)
- SS Wright (T-AVB-3)
- SS Curtiss (T-AVB-4)

## Navires de transport
- MV Montauk
- MV Sagamor
- MV Sea Mark III
- MV American Tern (T-AK-4729)
- Classe Algol
  - USNS Algol (T-AKR-287)
  - USNS Bellatrix (T-AKR-288)
  - USNS Denebola (T-AKR-289)
  - USNS Pollux (T-AKR-290)
  - USNS Altair (T-AKR-291)
  - USNS Regulus (T-AKR-292)
  - USNS Capella (T-AKR-293)
  - USNS Antares (T-AKR-294)
- USNS Shughart (T-AKR-295)
- USNS Gordon (T-AKR-296)
- USNS Yano (T-AKR-297)
- USNS Gilliland (T-AKR-298)
- Classe Bob Hope
  - USNS Bob Hope (T-AKR-300)
  - USNS Fisher (T-AKR-301)
  - USNS Seay (T-AKR-302)
  - USNS Mendonca (T-AKR-303)
  - USNS Pililaau (T-AKR-304)
  - USNS Brittin (T-AKR-305)
  - USNS Benavidez (T-AKR-306)
- MV Gus W. Darnel (T-AOT-1121)
- USNS Paul Buck (T-AOT-1122)
- USNS Samuel L. Cobb (T-AOT-1123)
- USNS Richard G. Matthiesen (T-AOT-1124)
- USNS Lawrence H. Gianella (T-AOT-1125)

## Navires de la force de réserve prête (Ready Reserve Force)
- SS Keystone State (T-ACS-1)
- SS Gem State (T-ACS-2)
- SS Grand Canyon State (T-ACS-3)
- SS Gopher State (T-ACS-4)
- SS Flickertail State (T-ACS-5)
- SS Cornhusker State (T-ACS-6)
- SS Diamond State (T-ACS-7)
- SS Equality State (T-ACS-8)
- SS Green Mountain State (T-ACS-9)
- SS Beaver State (T-ACS-10)
- SS Cape Gireadeau (T-AK-2039)
- SS Cape Gibson (T-AK 5051)
- SS Enterprise (T-AK-5059)
- SS Cape Fear (T-AK-5061)
- SS Cape Florida (T-AK-5071)
- SS Cape Farewel (T-AK-5073)
- SS Cape Johnso (T-AK-5075)
- SS Cape Juby (T-AK-5077)
- SS Comet (T-AKR-7)
- SS Meteo (T-AKR-9)
- SS Cape Island (T-AKR-10)
- SS Cape Intrepid (T-AKR-11)
- MV Cape Texas (T-AKR-112)
- MV Cape Taylor (T-AKR-113)
- GTS Adm Wm M. Callaghan (T-AKR-1001)
- SS Cape Nome (T-AKR-1014)
- MV Cape Orlando (T-AKR-2044)
- Classe Cape Ducato
  - MV Cape Ducato (T-AKR-5051)
  - MV Cape Douglas (T-AKR-5052)
  - MV Cape Domingo (T-AKR-5053)
  - MV Cape Decision (T-AKR-5054)
  - MV Cape Diamond (T-AKR-5055)
  - SS Cape Isabel (T-AKR-5062)
- MV Cape May (T-AKR-5063)
- SS Cape Mendocin (T-AKR-5064)
- SS Cape Mohican (T-AKR-5065)
- MV Cape Hudson (T-AKR-5066)
- MV Cape Henry (T-AKR-5067)
- MV Cape Horn (T-AKR-5068)
- MV Cape Edmont (T-AKR-5069)
- SS Cape Flattery (T-AKR-5070)
- SS Cape Inscription (T-AKR-5076)
- MV Cape Lambert (T-AKR-5077)
- MV Cape Lobos (T-AKR-5078)
- MV Cape Knox (T-AKR-5082)
- MV Cape Kennedy (T-AKR-5083)
- MV Cape Vincent (T-AKR-9666)
- MV Cape Rise (T-AKR-9678)
- MV Cape Ray (T-AKR-9679)
- MV Cape Victory (T-AKR-9701)
- MV Cape Trinity (T-AKR-9711)
- MV Cape Race (T-AKR-9960)
- MV Cape Washington (T-AKR-9961)
- MV Cape Wrath (T-AKR-9962)
- MV Nodaway (T-AOT-78)
- MV Alatna (T-AOT-81)
- MV Chattahoochee (T-AOT-82)
- SS Potomac (T-AOT-181)
- SS Mission Buenaventura (T-AOT-1012)
- MV Mission Capistrano (T-AOT-5005)
- SS Mount Washington (T-AOT-5076)
- SS Empire State (T-AP-1001)